# Salentia fuscipennis
Salentia fuscipennis är en tvåvingeart som beskrevs av Costa 1857. Salentia fuscipennis ingår i släktet Salentia och familjen stilettflugor. Inga underarter finns listade i Catalogue of Life.